# Болен, Дитер
Ди́тер Гю́нтер Бо́лен (нем. Dieter Günter Bohlen; род. 7 февраля 1954, Берне, Нижняя Саксония, ФРГ) — немецкий певец, поп-музыкант, автор песен, музыкальный продюсер и дизайнер. Известен прежде всего как основатель и участник дуэта «Modern Talking», лидер собственной группы «Blue System», а также как продюсер певицы Incidental 16. За всё время продал более 300 миллионов дисков. В немецкой прессе часто носит неформальный титул «Поп-титан». Один из самых известных и характерных представителей стиля итало-диско, евродиско и евродэнс. 
С 2002 года по 2020 год был постоянным членом жюри немецкого шоу «Deutschland sucht den Superstar», а с 2007 года — также постоянным членом жюри немецкого шоу «Das Supertalent».

## Биография
Дитер Болен родился 7 февраля 1954 года в коммуне Берне (ФРГ). Учился в нескольких общеобразовательных школах (в Ольденбурге, Гёттингене, Гамбурге), окончил гимназию с отличием и 8 ноября 1977 года получил диплом специалиста деловой экономики. Состоял в ГКП, затем в молодёжной организации СДПГ. Его бабушка по матери проживала в Кёнигсберге, ныне Калининграде.
В учебные годы принимал участие в нескольких музыкальных коллективах, среди которых Aorta и Mayfair, для которых он написал около двухсот песен. В это же время он не оставлял попытки получить работу в студиях звукозаписи, постоянно рассылая демо-материалы. В конце 1977 года по счастливому стечению обстоятельств Дитер Болен получил работу в музыкальном издательстве «Intersong» и с 1 января 1978 года приступил к работе в качестве продюсера и композитора.
Свой первый «золотой диск» получил за композицию Hale, Hey Louise, исполненную гитаристом Рики Кингом (Ricky King). Песня достигла 14 места в чартах и принесла музыкальному издательству пятисоткратную прибыль. В исходных данных сингла автором был указан Стив Бенсон (Steve Benson) — первый псевдоним Дитера Болена, придуманный совместно с Анди Зелленайтом (Andy Selleneit), ставшим впоследствии шефом BMG/Ariola в Берлине, а на тот момент работающего ассистентом на одной из кафедр.

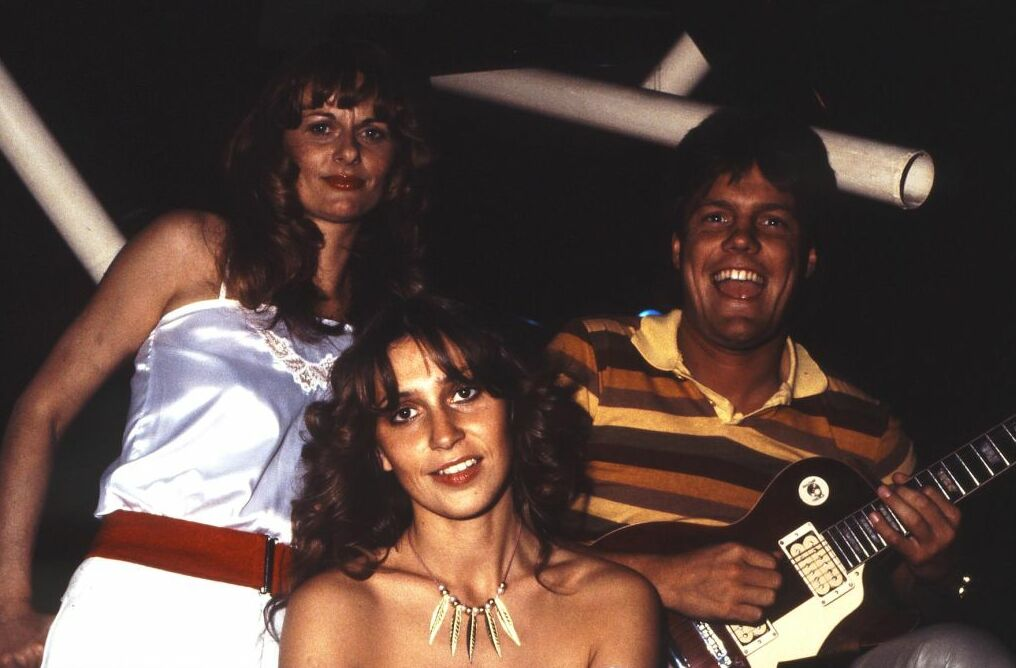
Трио «Sunday», 1981 год

В конце 1970-х — начале 1980-х Дитер Болен являлся участником дуэта Monza (1978) и трио Sunday (1981), работал с немецкими звездами: Катей Эбштайн, Роландом Кайзером, Берндом Клювером, Бернхардом Бринком. В 1980—1981 годах под псевдонимом Стив Бенсон (Steve Benson) выпускает три сингла.
11 ноября 1983 года в 11:11 (в это время в Германии перед рождественским постом празднуется карнавал) Дитер Болен сочетался браком с Эрикой Зауерланд (Erica Sauerland). В браке с Эрикой родилось трое детей: Марк (Marc), Марвин Бенджамин (Marvin Benjamin), Марилин (Marielin), которым в разное время музыкальной карьеры Дитер Болен посвятил ряд песен.
C 1984 по 2001 год Дитер Болен над многими своими проектами работал с Луисом Родригесом, который был сопродюсером и аранжировщиком многих песен.

### Modern Talking

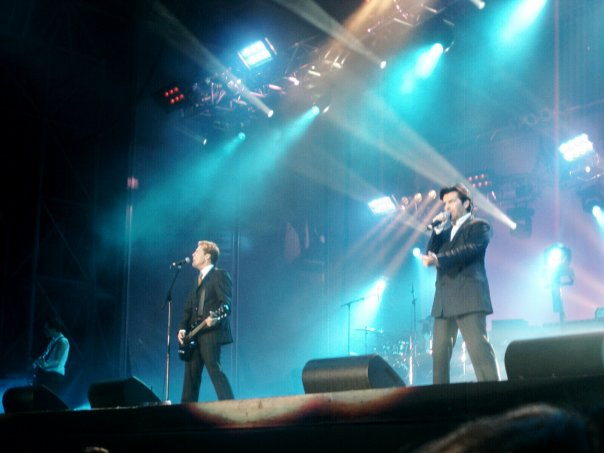
«Modern Talking»

С 1983 по 1987 год и с 1998 по 2003 год Болен сотрудничал с Томасом Андерсом, с которым записал пять немецкоязычных синглов, англоязычный сингл «Catch Me I’m Falling» (в составе проекта Headliner), двенадцать альбомов и двадцать синглов (в составе дуэта Modern Talking).
Группа Modern Talking являлась самым успешным проектом Дитера Болена. Оценкой популярности дуэта и заслуг Дитера Болена служит вручение в течение одного вечера в вестфальском зале Дортмунда (Westfalenhalle) семидесяти пяти золотых и платиновых дисков, для доставки которых к сцене потребовался специальный грузовик.
Всего в мире было продано более 200 млн звуковых носителей с записями композиций дуэта.

### Blue System

После распада Modern Talking в конце 1987 года Дитер Болен создал группу Blue System, бессменным лидером которой и оставался до её распада в 1998 году. За время существования группы было выпущено 13 альбомов, 30 синглов и снято 23 видеоклипа. Blue System явилась практически очередным сценическим псевдонимом Болена.
В 1989 году Болен стал самым популярным зарубежным исполнителем в СССР. В конце того же года последовали триумфальные гастроли Blue System в СССР, которые посетили в общей сложности 400 тыс. человек. 28 октября 1989 года Дитер получил звание наиболее успешного немецкого продюсера и композитора.
В 1991 году Дитер Болен в составе Blue System в дуэте с Дайон Уорвик выпустил сингл It’s All Over.

### 1980—1990-е годы
Дитер Болен — автор музыки для многих немецких фильмов, передач, шоу и телесериалов. Среди самых известных работ звуковые дорожки к Rivalen der Rennbahn, Zorc — Der Mann ohne Grenzen и Die Stadtindianer. Одной из работ с телевидением стал сериал Tatort (Комиссар Шимански), заглавной песней к которому в одной серии стала Midnight Lady в исполнении Криса Нормана. Эта песня явилась стартом для вторичного восхождения экс-вокалиста группы Smokie на музыкальный Олимп. В этом же фильме Дитер Болен впервые появился на телеэкране в качестве актёра, сыграв одну из второстепенных ролей.
Период с середины до конца 1980-х можно считать временем, когда Болен написал наибольшее количество музыкальных произведений и сотрудничал с огромным количеством музыкальных исполнителей. Всего в багаже музыканта работа более чем с 70 исполнителями, среди которых Эл Мартино, Бонни Тайлер, C. C. Catch, Крис Норман, Бонни Бьянко, Лес Маккьюэн, Нино Де Анджело, Энгельберт Хампердинк, Ricky King и другие
Немаловажную роль в успехах Дитера Болена сыграл звукоинженер Луис Родригес, долгое время помогавший Болену делать аранжировки композиций. Дитер посвятил Луису один из самых популярных хитов Brother Louie.
В период с января по предположительно август 1994 года Дитер Болен был занят проектом Hit the Floor. Из этого же коллектива появился проект Major T. Эта группа просуществовала с 1994 до 1996 гг.
В 1997 году Дитер Болен представил миру собственный вариант молодёжной группы — коллектив Touché.

### После 2000 года

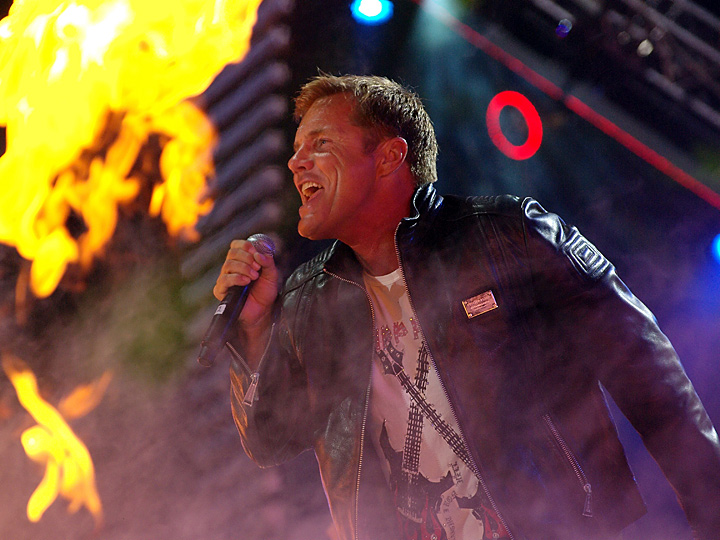
Дитер Болен в Москве, 2009 год

Летом 2002 года Дитер Болен в соавторстве с журналистом Катей Кеслер выпустил автобиографическую книгу «Nichts als die Wahrheit» («Ничего кроме правды»), которая появилась осенью в продаже. Осенью этого же года он стал членом жюри немецкого конкурса по отбору молодых талантов «Deutschland sucht den Superstar» («Германия ищет суперзвезду»). Первый сингл, записанный десятью финалистами, «We Have A Dream», попал на высшие места хит-парадов, дважды стал платиновым. Последующий альбом «United» становится не менее раскупаемым и пять раз получил платиновый статус, заняв второе место по продажам среди альбомов Дитера Болена.
В течение 2003 года Дитер Болен заключил множество рекламных контрактов с известными торговыми марками, занимающимися производством одежды, молочной продукции, а также продажей средств связи. Осенью 2003 года Дитер Болен выпустил вторую автобиографичную книгу «Hinter den Kulissen» («За кулисами»), вызвавшую ряд скандалов и долгую судебную тяжбу с Томасом Андерсом, в результате которой Дитер был вынужден заплатить существенный штраф за недоказанные оскорбления бывшего партнёра, а также удалить наиболее спорные места из книги.
В 2004 году появились слухи, что на альбомах Modern Talking голос Томаса Андерса якобы частично дублировал Нино Де Анджело. К этому времени на фоне попыток бывших бэк-вокалистов Дитера Болена раскрутить свой собственный проект Systems in Blue стали появляться заявления о том, что в Blue System Дитер Болен пел только в куплетах, а в припевах же использовался вокал студийных певцов Systems in Blue. Андерс заявил, что отсутствие возможности использовать тот же самый вокал дальше послужило причиной закрытия проекта Blue System. Впрочем, к примеру, в первом альбоме Blue System нетрудно убедиться в том, что как куплеты, так и припевы исполняет сам Болен, и в то же время в них присутствует бэк-вокал других участников группы.
В 2000-х Дитер Болен продолжил работу с молодыми музыкантами. Среди успешных работ — композиции для Александра Клавса (победителя первого конкурса «Deutschland sucht den Superstar»), Ивонны Катерфильд (Yvonne Catterfeld), Натали Тинео (Natalie Tineo), сотрудничество с которыми позднее сошло на нет.

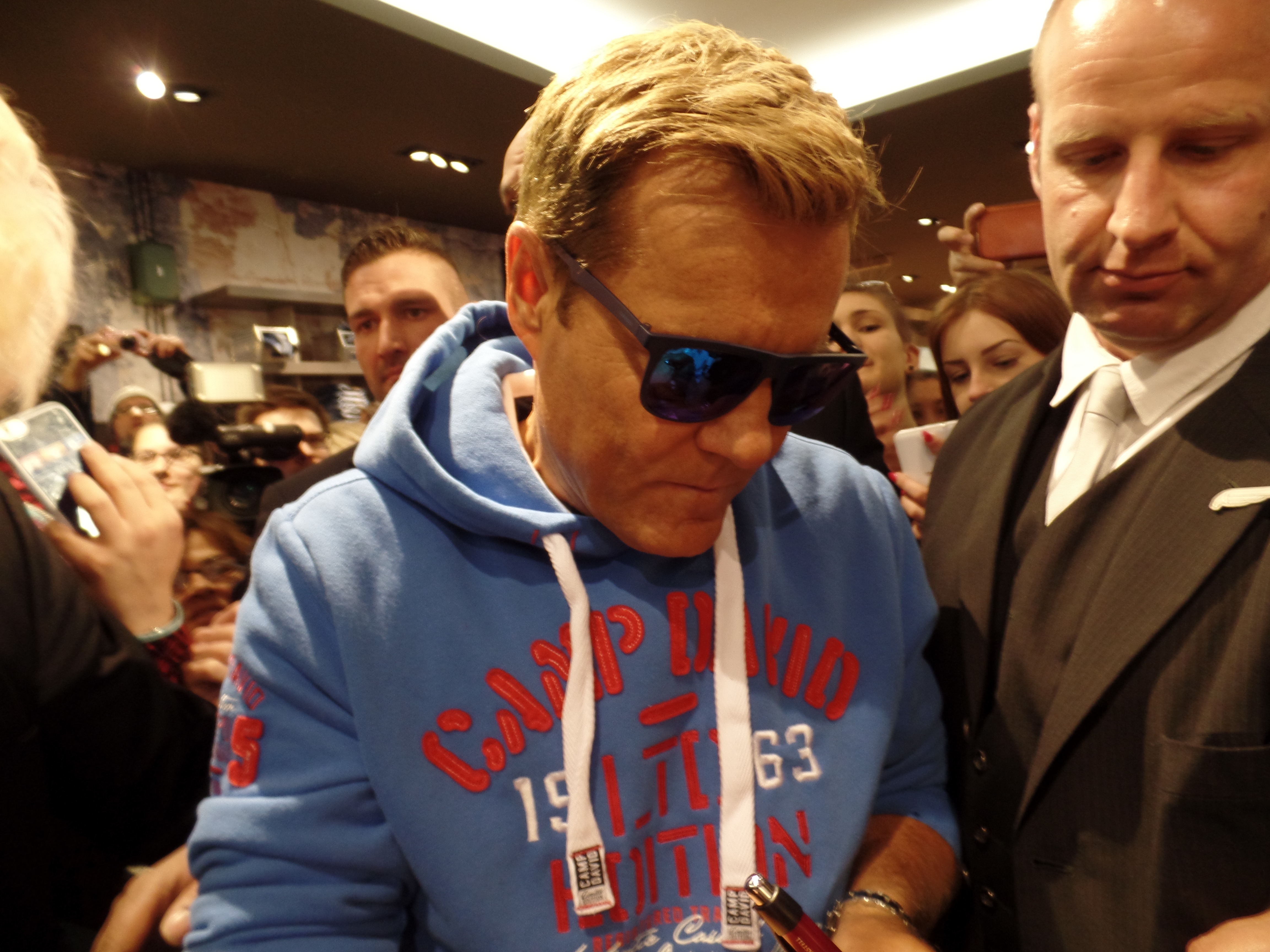
2016 год

Главной новостью весны 2006 года стал выпуск нового сольного альбома-саундтрека к комедийно-пародийному мультипликационному фильму «Dieter — Der Film», вкратце рассказывающем его историю. Мультфильм был впервые показан на канале RTL 4 марта 2006 года и основан на автобиографической книге «Nichts als die Wahrheit» («Ничего кроме правды»). Песня «Gasoline», исполненная Дитером, которая прозвучала в эфире шоу «Deutschland sucht den Superstar» в феврале, показала возврат Болена к старому звучанию, известному поклонникам по Blue System. Саундтрек, появившийся на прилавках немецких магазинов 3 марта 2006 года, содержит в основном баллады, ряд традиционных для Болена среднетемповых композиций и несколько успешных песен Modern Talking из репертуара 1980-х годов. Альбом также включает ранее неизданную композицию Modern Talking «Shooting Star».
В 2007 году Дитер создал и выпустил альбом для победителя шоу «Deutschland sucht den Superstar» Марка Медлока. На втором сингле Болен исполняет одну из песен дуэтом с Марком, а второй диск Марка стал совместным альбомом двух музыкантов: Дитер не только написал музыку, но и спел некоторые вокальные партии. Третий альбом также содержит вокальные партии Дитера. Все альбомы, которые Болен написал для Медлока, занимали высокие позиции в чартах Германии, Австрии, Швейцарии. Сотрудничество с Медлоком закончилось в 2010 году.
В 2010 году Дитер начал сотрудничество с «королевой» немецкого шлягера Андреа Берг. Выпущенный альбом «Schwerelos» стал первым в чартах Германии.
В 2013 году выпускает собственную коллекцию обоев и представляет её в Москве.
В конце 2013 года появились слухи о возможном воссоединении Modern Talking. В 2014 году Томас Андерс на шоу «ZDF-Fernsehgarten» рассказал о том, что «войны» между ним и Дитером Боленом больше нет и, возможно, Modern Talking мог бы ненадолго воссоединиться снова. В прессе тут же опубликовали информацию о новом возвращении дуэта, а звукозаписывающая компания предложила обоим участникам 20 миллионов евро каждому за короткое турне по России, Германии и другим странам. Дитер отклонил предложение воссоединения группы, посчитав эту идею не совсем удачной.
19 мая 2017 года Дитер выпустил двухдисковый и трёхдисковый сборник Die Mega Hits, куда входит сборник новых ремиксов Modern Talking «Back For Gold». Также, было записано трёхчасовое шоу «Die Mega Show», которое транслировалось телеканалом RTL.
В 2019 году Дитер снова вернулся на сцену, объявив о новом туре по городам Германии и по другим странам. 5 июля 2019 года вышел новый альбом «Das MEGA Album!» с хитами Modern Talking (но с голосом Дитера), Blue System, DSDS и песнями из других проектов Болена.
В 2021 году снялся в клипе «Летом на фиесте» с Александром Реввой (мотив Cheri Cheri Lady).
В 2024 году в Берлине состоялся концерт Дитера Болена, посвященный 70-летию артиста. На нем прозвучали хиты, написанные Боленом для Modern Talking, Blue System, а так же была представлена новая композиция певца «Fuer Alle Eure Jahre», посвященная поклонникам. В концерте так приняли участие Александр Клавс, Пьетро Ломбарди и еще другие исполнители, работавшие с Дитером.
В марте 2024 года стало известно, что Дитер и рэпер Twenty4tim собираются выпустить совместную песню. Дуэтная композиция  «Cheri Cheri Lady» вышла 12 апреля 2024 года вместе с клипом.

## Личная жизнь
С 1983 по 1989 год Болен был женат на Эрике Зауэрланд, с которой познакомился в 1974 году в Геттингене. У них трое детей: Марк, Марвин и Мэрилин. С 1989 по 1996 год он состоял в отношениях с телеведущей и певицей Надей Абд эль Фарраг, также известной под сценическим псевдонимом Нэдель. 13 мая 1996 года Болен женился на модели Вероне Фельдбуш в Лас-Вегасе, но через четыре недели они расстались. Развод был оформлен 27 мая 1997 года. С 1997 по 2001 год он снова состоял в отношениях с Абд эль Фарраг.
С 2001 по 2006 год Болен жил с моделью и танцовщицей Эстефанией Кюстер. Их сын Морис Кассиан родился 7 июля 2005 года. С 2006 года у него были отношения с Фатмой Кариной Вальц, с которой он познакомился на Майорке, Испания, где проходил один из кастингов для телевизионного шоу Deutschland sucht den Superstar. У них есть дочь по имени Амели (родилась 22 марта 2011 года) и сын по имени Максимилиан (родился 7 сентября 2013 года).
Болен живет в деревне Тетенсен недалеко от Гамбурга. Он левша, но в начальной школе его заставляли учиться писать правой рукой. Он играет в теннис левой рукой, потому что начал заниматься теннисом после окончания школы. Согласно статье в журнале The Manager, опубликованной в 2018 году, состояние Болена составляет 250 миллионов евро, что делает его одним из тысячи богатейших немцев.
В своих автобиографических книгах Nichts als die Wahrheit («Ничего кроме правды») и Hinter den Kulissen («За кулисами») заявлял о мимолетной связи в 1980-х годах с женой Сильвестра Сталлоне Бригиттой Нильсен, а также о сексуальном интересе к нему со стороны принцессы Монако Стефании, исполнительницы заглавной песни «What a Feeling» фильма «Танец-вспышка» Айрин Кары и певицы Мэрайи Кэри.

## Дискография

### Альбомы
| Год  | Название                         | Позиция в чартах | Позиция в чартах | Позиция в чартах | Позиция в чартах | Позиция в чартах |
| Год  | Название                         | GER              | AUT              | SWI              | FI               | iTunes           |
| ---- | -------------------------------- | ---------------- | ---------------- | ---------------- | ---------------- | ---------------- |
| 2006 | Dieter — Der Film                | 13               | —                | —                | —                | —                |
| 2007 | Dreamcatcher (feat. Марк Медлок) | 2                | 6                | 14               | —                | —                |
| 2019 | Das Mega Album!                  | 4                | 7                | 9                | 46               | 1                |

### Синглы
| Название                                 | Позиция в чартах | Позиция в чартах | Позиция в чартах | Позиция в чартах | Позиция в чартах |
| Название                                 | GER              | AUT              | SWI              | FI               | iTunes           |
| ---------------------------------------- | ---------------- | ---------------- | ---------------- | ---------------- | ---------------- |
| You Can Get It feat. Mark Medlock (2007) | 1                | 3                | 3                | 20               | —                |
| Unbelievable feat. Mark Medlock (2007)   | 4                | 19               | 27               | —                | —                |
| Cheri Cheri Lady feat. Twenty4Tim (2024) | 1                | —                | —                | —                | —                |

## Автобиографии
- Nichts als die Wahrheit (Ничего кроме правды), 2002. В соавт. с К. Кеслер. Русское издание: М.: ООО «ЭкспертЛенд». — пер. Г. Кольмюллер. — ISBN 5-9900103-1-1. — 50000 экз. — 306 с.
- Hinter den Kulissen (За кулисами), 2003
- Meine Hammer-Sprüche (Мои самые убойные остроты), 2006
- Nur die Harten kommen in den Garten!: Der Weg zum Superstar, (Только упорные побеждают: путь к славе) 2008
- Der Bohlenweg: Planieren statt sanieren, (Путь Болена: выравнивать, а не ремонтировать) 2008